# István Szabó

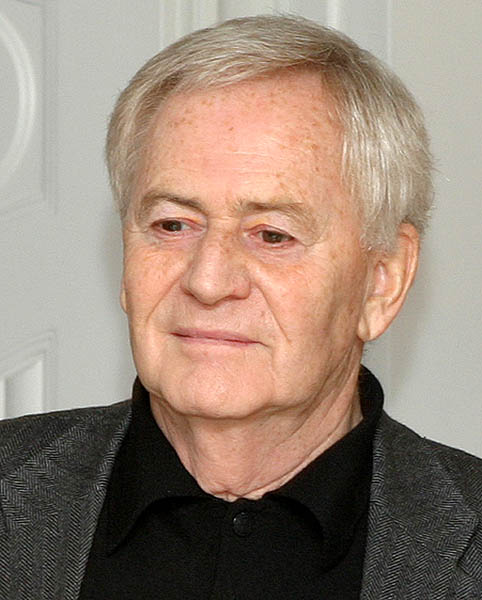
István Szabó (2004)

István Szabó [ˈiʃtvaːn 'sɒboː] (* 18. Februar 1938 in Budapest) ist ein ungarischer Filmregisseur. 1982 wurde sein Spielfilm Mephisto mit dem Oscar in der Kategorie Bester fremdsprachiger Film ausgezeichnet.

## Leben
István Szabó stammt aus einer jüdischen Familie, die den Holocaust bei Freunden versteckt überlebt hat. Nach dem Ungarischen Volksaufstand 1956 war Szabó als 18-jähriger Schüler inhaftiert worden, wurde aber „[...] unter der üblichen erpresserischen Auflage freigelassen“, d. h., Szabó konnte in Budapest ein Studium aufnehmen unter der Bedingung, dass er seine Kollegen bespitzelte. Von 1956 bis 1961 studierte er Regie an der Hochschule für Theater und Filmkunst (SZFE) in Budapest in der Klasse von Félix Máriássy (1942–1974), aus der eine ganze Reihe von renommierten und erfolgreichen ungarischen Filmemachern hervorging. Während des Studiums hatte Szabó seinen Kurzfilm Koncert gedreht, der 1961 für einen Oscar nominiert wurde. Daraufhin wurde das Balázs Béla Studio (BBS) auf ihn aufmerksam, und Szabó erhielt die Möglichkeit, dort zu arbeiten.
Über das Studio erhielten die Filmleute Zugang zu westlichen Filmproduktionen, insbesondere zu Filmen der Nouvelle Vague, die in den ungarischen Kinos nicht gezeigt wurden.
Als erster großer Erfolg des Studios gilt Szábos Kurzfilm Te/You, der 1963 in Cannes vorgestellt wurde und eine Special mention erhielt.
Nachdem er in den 1960er- und 1970er-Jahren mit bis dahin unkonventionellen Filmen Erfolge in Ungarn feiern konnte, gelang es ihm, mit dem 1980 produzierten Film Der grüne Vogel mit Hannelore Elsner in der Hauptrolle das Fundament für ausländisch finanzierte Filme zu legen, die ihn dann weltberühmt machten.
1981 Mephisto, 1985 Oberst Redl und 1988 Hanussen, jeweils mit Klaus Maria Brandauer in der Hauptrolle, machten Regisseur und Hauptdarsteller international bekannt. Seine Filme Zimmer ohne Ausgang, Oberst Redl, Hanussen wurden für den Oscar in der Kategorie bester fremdsprachiger Film nominiert, Mephisto gewann 1982 die Auszeichnung für Ungarn. István Szabó erhielt für diesen Film auch beim Filmfestival in Cannes 1981 den Preis für das beste Drehbuch und für Hanussen den Preis für die beste Regie.

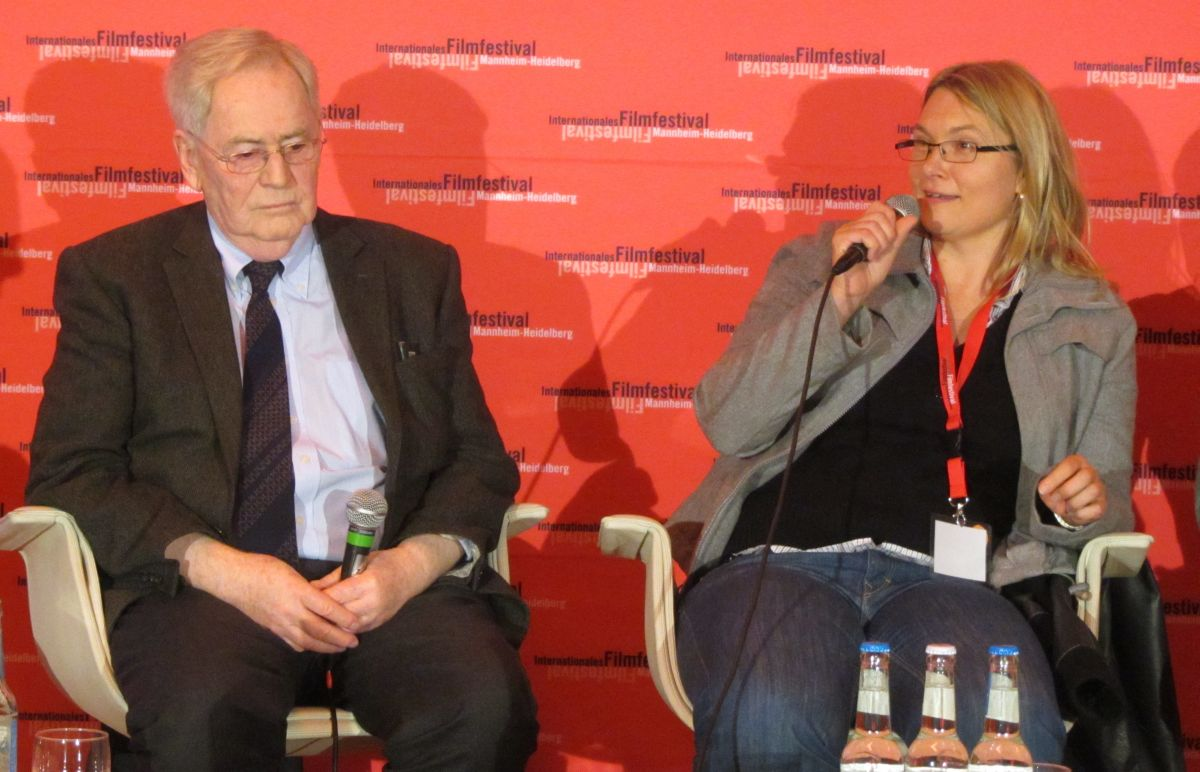
István Szabó (li.) als Jury-Präsident beim Internationalen Filmfestival Mannheim-Heidelberg 2013

Szabó arbeitete auch als Opernregisseur, so inszenierte er 1985 den Tannhäuser an der Opéra de Paris, 1993 Il trovatore an der Wiener Staatsoper und Boris Godunow an der Oper Leipzig sowie Peter Eötvös’ Oper Drei Schwestern an der Oper Budapest (2000) und am Staatstheater Kassel (2002).
1996 wurde er für seine TV-Dokumentationsserie The hundred years of cinema mit dem ungarischen Pulitzer Memory Prize ausgezeichnet.
Im März 2005 war István Szabó mit dem Schauspieler Otto Sander in der arte-Sendung Durch die Nacht mit … zu sehen, wie sie zu zweit in das Budapester Nachtleben eintauchen.
Im Jahr 2006 enthüllte der Filmhistoriker András Gervai in der Zeitschrift Élet és Irodalom (Leben und Literatur), dass Szabó als Student in den 1950er Jahren für die ungarische kommunistische Geheimpolizei ÁVH Spitzelberichte geschrieben hatte. Szabó gestand seine Tätigkeit als Informant sofort ein.
Zum „Fall Szabó“ gab es in Ungarn zwei offene Briefe, die in der ungarischen Öffentlichkeit kontrovers aufgenommen wurden. Ein Brief, der von einhundertfünfzig Künstlern und Prominenten – unter anderen auch den von Szabo bespitzelten Kollegen Márta Mészáros und Miklós Jancsó – unterzeichnet wurde, ist eine Solidaritätserklärung für den Regisseur. Der andere Brief stammt von „56 Alapitvany“, einer Stiftung Geschädigter des Aufstandes von 1956, „die ihre Trauer bekunden, gerade von Intellektuellen verraten worden zu sein“.
Nach 30 Jahren drehte Szabó erstmals wieder einen Film mit Klaus Maria Brandauer. Abschlussbericht (Zárójelentés) kam im Frühjahr 2020 in Ungarn ins Kino.
Szabó hat an Filmakademien in Budapest, London und Berlin unterrichtet. Im Sommersemester 2006 hielt er eine Vorlesung am Institut für Theater-, Film- und Medienwissenschaft an der Universität Wien. Er war Gründungsmitglied der 1989 gegründeten European Film Academy und 1998 der Széchenyi Academy of Letters and Arts.
Er ist Mitglied der Akademie der Künste Berlin.
Szabó ist verheiratet mit der ungarischen Filmwissenschaftlerin Veronika (Vera) Gyürey.

## Themen
Konstanten in Szabós Filmen sind die Themen Zeit, Erinnerung, Selbsterkenntnis, Suche nach Sicherheit sowie die Beziehungen zwischen Individuum und Gesellschaft, das Leben des Einzelnen, eingezwängt in die sozialen und politischen Bedingungen seiner Zeit.
Wiederkehrende Themen in Szabós frühen Filmen sind Kindheit und Coming of Age mit ihren Enttäuschungen, Kompromissen, dem Abschied von idealistischen Vorstellungen und unrealistischen Jugendträumen, als ein Prozess, „der nicht zu Verzweiflung und Selbstekel [führt], sondern zu einem besseren Verständnis der eigenen Möglichkeiten, und dessen, was wir erreichen können“.
In den Filmen aus seiner mittleren Schaffensphase, insbesondere in den Oscar-nominierten bzw. mit einem Oscar ausgezeichneten Filmen Mephisto (1981), Oberst Redl (1985), Hanussen (1988) sowie dem Film Taking Sides über den deutschen Dirigenten Wilhelm Furtwängler und der epischen Familiengeschichte Ein Hauch von Sonnenschein mit Ralph Fiennes geht es um Identität und Anpassung, die moralischen Kompromisse, die ein Einzelner eingeht, um in einem amoralischen politischen System zu überleben. Szabó variiert hier die Tragik des Individuums, „das dem  enormen Druck, unter dem es steht, schließlich nachgibt, seinen freien Willen verleugnet, opportunistisch handelt in dem falschen Glauben sich schützen zu können, durch devote Pflichterfüllung, seinem eigenen Selbst zuwider“.
Szabó sagt in einem Interview: „I don’t think that life is possible without making compromises. The question is only one of limits: how far to go. When one crosses the line, then the compromise starts to be a bad, even deadly, one.“
In einem Interview, das er zu seinem Film Mephisto gegeben hat, sagt Szabó: „A single theme is predominant: what the 20th century has done to the human being. A crucial frailty resides in human nature: we are often unable to carry out the more difficult tasks set for us by history. And the tasks it’s set in this century may be unique in their difficulty.“
Ein weiterer Themenkreis ist allgemein Theater, Musik, Oper und Schauspielkunst, das Filmemachen und speziell die Beziehung von Kunst und Künstler zur Politik.
Während es in Mephisto um die Verstrickungen eines Schauspielers in die Machenschaften der Politik geht, sind in Being Julia Vertrauen und Betrug, Schein und Wirklichkeit der Stoff für eine Komödie. In Zauber der Venus, ein Film, in dem es um die adäquate Inszenierung einer Oper und um Probleme künstlerischer Kreativität geht, sind die beteiligten Künstler mehr oder weniger mit den Altlasten aus der europäischen Geschichte belastet, die ihr aktuelles Handeln beeinflussen. Wie Roger Ebert schreibt, kann dieser Film auch als Metapher für ein konfliktreiches, untereinander zerstrittenes Europa verstanden werden.

## Stil und Bildsprache
Szabó schreibt seine Drehbücher selbst oder war – bis auf einige wenige Ausnahmen – als Mitautor maßgeblich beteiligt. Er wechselt selten die wichtigen Mitarbeiter seiner Crew. Lajos Koltai, Szabós Kameramann über einen Zeitraum von über 40 Jahren, ist an der Ästhetik seiner Filme wesentlich beteiligt. Wie der Theaterwissenschaftler Lutz Haucke über ihre Kooperation schreibt, schuf „die Bildsprache des Kameramannes Lajos Koltai […] monumentale Kinobilder von Gesichtern und Architekturen, die Architektur und bildende Kunst als dramatische Elemente der Szenografie nutzten“.
Szabós frühe Filme sind außer vom Kino des italienischen Neorealismus – Szabó nennt hier speziell Luchino Visconti und Vittorio De Sica – von den französischen Autorenfilmern der Nouvelle Vague beeinflusst. Wie sie experimentiert er mit unkonventionellen Kameraeinstellungen, unvertrauten Erzählstrukturen, mit Rückblenden, Voiceover, Traumsequenzen und innovativen Filmschnitten.
Bereits in seinem ersten Spielfilm Alter der Träumereien, einer im Stil der Nouvelle Vague erzählten Generationengeschichte, ergänzte Szabó die in der Gegenwart erzählte Geschichte mit Dokumentarfilmmaterial aus der Zeit des Zweiten Weltkrieges, des ungarischen Faschismus und des Budapester Aufstands von 1956. Dieses Stilmittel kommt in seinen späteren Filmen mit zeitgeschichtlichem Bezug, wie Sonnenschein, Oberst Redl, Mephisto oder Taking Sides in Form von historischen Schwarzweiß-Dokumentationen oder Auszügen aus Wochenschauen wieder zum Einsatz und gelegentlich kopiert er Spielszenen in historisches Bildmaterial.
Typisch für Szabós Filme sind die langen Kameraeinstellungen auf die Gesichter der Schauspieler. Die Close-ups sind oft ohne Sprache oder Ton und ungeschnitten. Dialoge zwischen den Akteuren werden sowohl in der typischen Schuss-Gegenschuss-Methode gefilmt als auch in langen Einstellungen als Close-up, mit den Gesichter der beiden Beteiligten im Profil. Szabó sagt dazu: „Die Kamera bietet die Möglichkeit, die Gedanken und Gefühle aus der Nähe zu zeigen, die auf dem menschlichen Gesicht, im Blick der Augen entstehen. Und auch wie sich diese in andere, neue Gedanken und Gefühle wandeln. […] Das erfordert vom Schauspieler persönliche Gefühle, starke Anwesenheit, ständige Intensität. Das Spiel in Filmen erfordert die vollkommene Natürlichkeit, die Kraft des Schweigens, […] den Besitz von Mitteln des Ohne-Mittel-Spieles“, und weiter „Auf der großen Leinwand duldet die Kamera keine Stilisierung. ,Gespielte‘ Gefühle oder ein leerer Blick werden von der Kamera sofort entlarvt. Die ZuschauerInnen im Kino folgen nur dann einer Leidenschaft, wenn sie sie als echt und glaubwürdig empfinden.“
Wie Szabó in einem Interview ausführt, ist der Schauspieler, der seine Rolle spielt, derjenige, mit dem sich der Zuschauer identifizieren kann, einer, der seine geheimen Begierden und Gefühle verkörpert. Der Schauspieler ist das Bindeglied zwischen Publikum und dem Konzept des Drehbuchs und der Regie. Entsprechende Sorgfalt legt Szabó auf das Casting: „[…] ich glaube, dass das Schicksal eines Films durch das Casting entschieden wird.“ Es gibt eine lange Liste von Schauspielern, an die er über die Jahre mehrmals Rollen vergeben hat, von Péter Andorai und András Bálint, Ildikó Bánsági, Károly Eperjes und Dorottya Udvaros bis zu Klaus Maria Brandauer, Protagonist in vier Szabó-Filmen.
Im Kontrast zu den kammerspielartigen Szenen stehen die Massenszenen mit ihrem Riesenaufgebot an Statisten, die in weit ausholenden Kameraschwenks gefilmt werden.

## Zitat
„Ich glaube, ich habe ein einziges Interesse, und das sind die Menschen. Die Schauspieler verkörpern die Menschen. Ich habe mich oft gefragt: Warum mache ich ausgerechnet Filme? Erzählen kann man auch durch Literatur. Licht, Schatten, Farben gibt es auch in der Malerei, Handlung auch auf dem Theater. Was kann ein Film mehr, was darüber hinaus? Ich glaube, die einzige Sache, die nur der Film kann, ist das lebendige menschliche Gesicht zeigen.
Die Veränderung der Gefühle im lebendigen Gesicht – das ist Film.“

## Filmografie (Auswahl)
- 1962: Koncert (Kurzfilm)
- 1964: Zeit der Träumereien; auch: Alter der Träumereien (Álmodozások kora)
- 1967: Vater (Apa)
- 1970: Ein Liebesfilm (Szerelmesfilm)
- 1972: Traum von einem Haus (Kurzfilm)
- 1973: Feuerwehrgasse 25 (Tüzoltó utca 25.)
- 1976: Budapester Legende (Budapesti Mesék)
- 1977: Stadtplan (Varosterkep, Kurzfilm)
- 1980: Zimmer ohne Ausgang (Bizalom)
- 1980: Der grüne Vogel
- 1981: Mephisto
- 1983: Katzenspiel
- 1984: Bali
- 1985: Oberst Redl (Redl ezredes)
- 1988: Hanussen (Profeta)
- 1991: Zauber der Venus (Meeting Venus)
- 1992: Süße Emma, liebe Böbe (Édes Emma, drága Böbe)
- 1996: Offenbachs Geheimnis
- 1999: Ein Hauch von Sonnenschein (The Taste of Sunshine)
- 2001: Taking Sides – Der Fall Furtwängler (Taking Sides)
- 2002: Ten Minutes After (Kurzfilm)
- 2004: Being Julia
- 2006: Rokonok
- 2012: Hinter der Tür (The Door)
- 2020: Abschlussbericht (Zárójelentés)

## Auszeichnungen (Auswahl)
Szabó hat in seiner Karriere 46 Filmpreise gewonnen und 22 weitere Nominierungen erhalten.
- 1975: Kossuth-Preis
- 1982: Oscar in der Kategorie Bester fremdsprachiger Film für Mephisto
- 1996: Ehrenbürger von Budapest
- 1997: Corvinus-Preis des Budapester Europainstitutes
- 1998: Lifetime Achievement Award, Istanbul International Film Festival
- 2002: Komtur mit Stern des Verdienstordens der Republik Ungarn
- 2004: Lifetime Achievement Award, Copenhagen International Film Festival
- 2005: Lifetime Achievement Award, Moscow International Film Festival
- 2008: Undine Award für das Lebenswerk eines Nachwuchsförderers
- 2013: Lifetime Achievement Award, Tallinn Black Nights Film Festival
- 2014: Deutscher Regiepreis Metropolis für sein Lebenswerk
- 2018: Belgrade Victor, Outstanding Contribution to Cinema, FEST International Film Festival
- 2023: Ehrenpreis der Ökumenischen Jury des Locarno Film Festival[21]
- Puschkin-Medaille

## Interviews

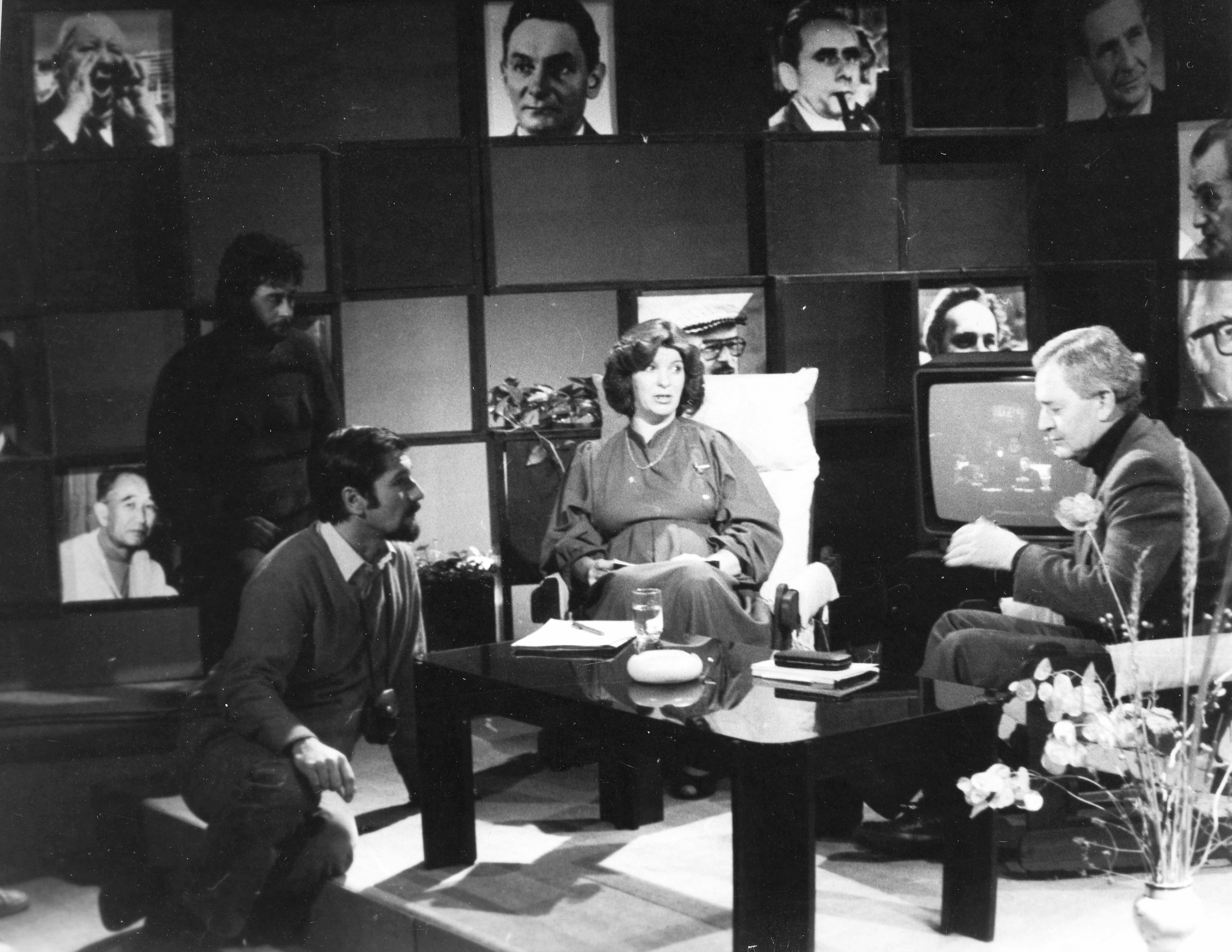
Szabó während eines Interviews auf Magyar Televízió, 1987

- István Szabó im Gespräch: "Vor allem Großmutter war entsetzt". In: Der Tagesspiegel. 4. Mai 2001. (tagesspiegel.de, Volltext)
- Marty Fairbairn: Art, Politics, and Taking Sides: An Interview with Istvan Szabo. In: Film-Philosophy. Nr. 6. Februar 2002.
- Necati Sónmez: Compromises. István Szabó interviewed. In: Kinoeye. Vol. 3, Nr. 2. 3. Februar 2005. (kinoeye.org, Volltext)
- Zoltán Dragon: The Spectral Body. Aspects of the Cinematic Oeuvre of István Szabó. Newcastle. Cambridge Scholars Press, 2006. ISBN 978-1-4438-1144-6
- Susan Rubin Suliman: On Exile, Jewish Identity, and Filmmaking in Hungary. A conversation with István Szabó. In: Kinokultura. Spezial Ausgabe Hungarian Cinema. Februar 2008.
- Thomas Koebner: István Szabó * 1938. In: ders. (Hrsg.): Filmregisseure. Biographien, Werkbeschreibungen, Filmographien. 3., aktualisierte und erweiterte Auflage. Reclam, Stuttgart 2008, ISBN 978-3-15-010662-4, S. 726–730.
- Moritz Pfeifer: Interview. Masterclass by István Szabó. In: East European Film Bulletin. Vol. 43, Juli 2014. (eefb.org, Volltext)
- Stella Papamichael: István Szabó, Interview. In: Movies. Nr. 25, BBC, 28. Oktober 2014. (bbc.co.uk, Volltext)
- David Katz: István Szabó. Director of Final Report. In: Cineuropa. 30. November 2022. (cineuropa.org, Volltext)